# Eopsetta
Eopsetta es un género de peces de la familia Pleuronectidae, del orden Pleuronectiformes. Este género marino fue descrito por primera vez en 1885 por David Starr Jordan y David Kopp Goss.

## Especies
Especies reconocidas del género:
- Eopsetta grigorjewi (Herzenstein, 1890)
- Eopsetta jordani (Lockington, 1879)